# Le Poney de Rio Jim

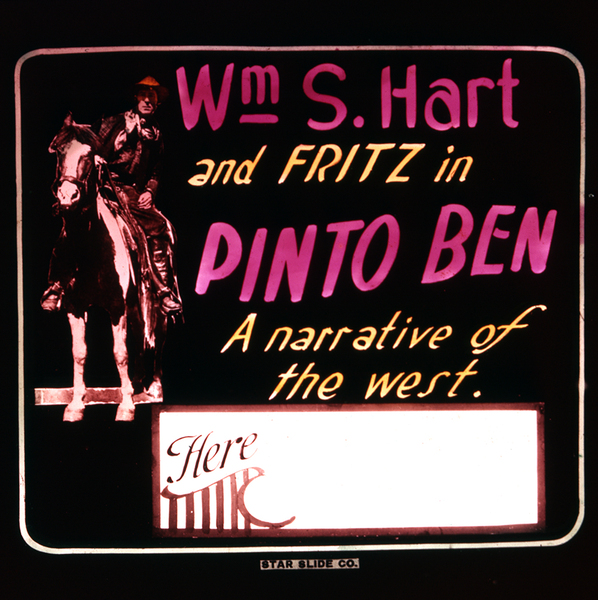

Le Poney de Rio Jim (Pinto Ben) est un film muet américain réalisé par William S. Hart et sorti en 1915.

## Fiche technique
- Titre : Le Poney de Rio Jim
- Titre original : Pinto Ben
- Réalisation : William S. Hart
- Scénario : William S. Hart
- Chef opérateur : Robert Doeran
- Production : Broncho Film Company
- Distribution : Mutual Film
- Genre : Western
- Durée : 20 minutes
- Date de sortie :
  -  États-Unis : 25 août 1915

## Distribution
- William S. Hart : Pinto Ben